# Plastic People
Plastic People é uma canção de Frank Zappa, de 1967, que foi lançada no álbum Absolutely Free da banda The Mothers of Invention. Nesta canção, na qual Zappa faz uma caricatura da classe média, que considera estúpida, é possível perceber trechos da música Sagração da Primavera, de Stravinski.
Em 1968, jovens tchecos usaram esta canção como hino de protesto ao antigo regime ditatorial durante as manifestações em Praga. Mais tarde, ela seria usada como inspiração para o nome da banda The Plastic People of the Universe.

## História
Para se entender a história da criação desta música é preciso voltar ao disco anterior. A música "Who Are The Brain Police?", do álbum Freak Out, satiriza o comportamento dos policiais californianos. Por isso, o álbum foi banido das rádios, amaldiçoado pelos pais e mestres, e Zappa, eleito o inimigo número 1 dos moralistas.
A resposta de Zappa foi o segundo disco, "Absolutely Free", que abre com a voz do presidente dos Estados Unidos Lyndon Johnson na música "Plastic People", uma alegoria à estupidez da classe média americana e seu imobilismo diante da polícia nefasta de seus dirigentes.